# AR-15
AR-15 هي بندقية عسكرية ومدنية أنتجت بطرازات متعددة.تم اختيار الاسم AR-15 من قبل الشركة المصنعة كولت بعد بيع الطراز العسكري بندقية إم 16، حيث يستخدم الكثير اسم الطراز AR-15 حصرا للاستخدام المدني.
تم تصميم AR-15 في عام 1959 من قبل شركة أرمالايت كبندقية صغيرة للقوات المسلحة الأمريكية، وبسبب مشاكل مالية باعت أرمالايت التصميم إلى شركة كولت، حيث قامت بتعديلات عليها لتصبح بطراز إم 16.